# Tatjana Haenni
Tatjana Ingeborg Haenni (* 2. Dezember 1966 in Biel) ist eine ehemalige Schweizer Fussballspielerin und heutige Funktionärin im Frauenfussball.

## Werdegang
Haenni ist eine der einflussreichsten Frauen im Schweizer Fussball. Von Januar 2019 bis Juli 2020 leitete sie das Ressort Frauenfussball beim Schweizerischen Fussballverband (SFV). Als sich dieser im Juli 2020 neu strukturierte und eine Abteilung «Frauenfussball» gründete, wurde Tatjana Haenni zur Direktorin der neuen Abteilung und leitete diese bis 2022. Sie war damit die höchste Frau im Schweizer Fussball und die erste Frau überhaupt in der Geschäftsleitung des SFV. Haenni hat den Frauenfussball als Funktionärin geprägt: Zuerst bei der UEFA, dann bei der FIFA und beim Schweizerischen Fussballverband hat sie zum Boom des Frauensports beigetragen.

### Aktive Fussball- und Trainerkarriere
Tatjana Haenni startete ihre aktive Fussballkarriere im Jahr 1979 im Alter von 12 Jahren als Spielerin beim DFC Bern, anschliessend spielte sie mehrere Jahre für den SV Seebach und eine Saison für den FC Rapid Lugano. Ihre aktive Karriere dauerte von 1979 bis 1998. Von 1984 bis 1996 bestritt sie 23 Länderspiele für das Schweizer Nationalteam, in denen ihr ein Tor gelang.
Danach erwarb sie das UEFA/SFV-A-Trainerdiplom und 2018 dasjenige zur SFV-Instruktorin. Beim SV Seebach war sie kurz Trainerin. Dort verstärkte sie im Ehrenamt von 2001 bis 2003 die Frauen-Sektion. 2005 wurde sie Präsidentin des FFC Zürich-Seebach, welcher 2008 zum FC Zürich Frauen wurde. Von 2008 bis 2018 war sie Präsidentin der Abteilung Frauenfussball beim FC Zürich. In ihrer Präsidialzeit gehörte sie von 2016 bis 2019 dem Regionalvorstand des Fussballverbandes Region Zürich (FVRZ) sowie von 2017 bis 2019 der Frauenfussball-Kommission der European Club Association an.

### Berufliche Stationen im Frauenfussball
Haenni ist eine Pionierin des Schweizer Fussballs. 1994 wechselte sie auch beruflich zum Fussball und stieg bei der UEFA als Administratorin ein, wo sie sich um die Wettbewerbe der Frauen kümmerte. Sie war die erste Mitarbeiterin der UEFA, die sich ausschliesslich um Frauenfussball kümmerte. Nach einem einjährigen Engagement für Fussball-Liveübertragungen bei Sat.1 Schweiz war Haenni von 1999 bis 2017 bei der FIFA als Managerin und Abteilungsleiterin Frauenfussball tätig, wo sie während 18 Jahren in verschiedenen Positionen Entwicklungsarbeit für den internationalen Frauenfussball leistete. Als Direktorin der Wettbewerbsdivision setzte sie sich intensiv für eine eigene Frauenfussballdivision ein. Sie wollte Strukturen, die auf den Frauenfussball zugeschnitten sind, sowie eigene Frauenfussballexperten. Sie war unter anderem für die Organisation der Frauenfussball-WM-Endrunden zuständig und organisierte die Frauen-Fussballweltmeisterschaften 2011 in Deutschland und 2015 in Kanada mit.
Von 2017 bis 2018 machte Tatjana Haenni einen Abstecher zu Y Sport, einer Sport-Consulting-Firma in England, wo sie die geschäftliche Seite des Frauenfussballs kennenlernte. 2018 begann sie für den Schweizerischen Fussballverband als Leiterin Frauen- und Mädchenfussball zu arbeiten und wurde 2020 zur Direktorin des Schweizer Frauenfussballs ernannt. Beim Schweizerischen Fussballverband wollte Haenni sich nach eigener Aussage dafür einsetzen, dass die «strukturelle Diskriminierung von Frauen im Sport» verschwindet. Im August 2022 veröffentlichte sie einen an sie adressierten Hassbrief gegen Frauen im Fussball und erhielt dafür aufmunternde Reaktionen.
2022 wurde Haenni mit dem «Swiss Sport Managers Award» für ihr Engagement im Frauenfussball geehrt. Dank ihren Bemühungen präsentiert er sich heute auf starke und innovative Weise. Bei der Zeremonie erklärte die Bernerin: «Es ist mir eine besondere Freude, dass der Frauensport eine grössere Sichtbarkeit erhalten hat und die Stellung der Frauen im Sport dadurch gestärkt wird.»
Haenni verfügt über einen MBA in Sportmanagement der Universität Bayreuth und den CAS Diversity- und Gleichstellungskompetenz der FHNW in Olten. Sie ist Dozentin im Studiengang des BSc Betriebsökonomie Sportmanagement an der Fernfachhochschule Schweiz. Seit dem 1. Januar 2023 ist Haenni bei der National Women’s Soccer League (NWSL), einer der weltweit besten Frauenfussball-Profi-Ligen, als Sportliche Direktorin angestellt und Teil der Geschäftsleitung.

## Leben
Tatjana Haenni wuchs in Bern auf, reiste aber aufgrund ihrer Tätigkeiten im Fussball schon früh viel und lebte an verschiedenen Orten in der Schweiz. Sie nennt Zürich, wo sie von 1999 bis zu ihrer Abreise nach New York im Januar 2023 wohnte, ihr Zuhause. Tatjana Haenni ist lesbisch. Ein offizielles Outing gab es nicht, ihre sexuelle Orientierung war jedoch weder im Fussball noch bei ihren Tätigkeiten bei der UEFA oder FIFA ein Geheimnis. Tatjana Haenni geht im Gegenteil sehr offen damit um und liess sich 2020 auch fürs Buch Vorbild und Vorurteil. Lesbische Spitzensportlerinnen erzählen porträtieren. Heute ist sie Single und lebt von ihrer Ehefrau getrennt.

## Auszeichnungen
- 2013: Ehrenamtliche des Jahres, Fussballverband Region Zürich (FVRZ)
- 2016: Sportpreisträgerin der Stadt Zürich in der Kategorie Sportförderung
- 2022: Swiss Sport Managers Award